# East Timor and Indonesia Action Network
East Timor and Indonesia Action Network (ETAN) ist ein in den USA gegründetes und beheimatetes Graswurzel-Netzwerk zur Unterstützung der Selbstbestimmung und Menschenrechte der Einwohner von Osttimor und Indonesien. 
Das Netzwerk wurde 1991 kurz nach dem Santa-Cruz-Massaker in der damaligen timoresischen Hauptstadt Dili unter der Bezeichnung East Timor Action Network gegründet. Einer der Mitbegründer war der bekannte Investigativ-Journalist Allan Nairn.

## Ziele
Das Hauptaugenmerk der Organisation liegt auf der Beeinflussung der US-Außenpolitik (gegen die US-Unterstützung der Invasion und Besetzung Osttimors durch Indonesien 1975 bis 1999) sowie der Schaffung eines öffentlichen Bewusstseins bezüglich der US-Politik zur Schaffung echter Unabhängigkeit Osttimors. ETAN engagiert sich für die Verfolgung von Verbrechen gegen die Menschlichkeit, Kriegsverbrechen sowie Menschenrechtsverletzungen in Osttimor und Indonesien, und setzt sich für einen demokratischen Wiederaufbau von Osttimor ein. 
Häufige Aktionsformen sind Briefaktionen, Urgent Actions und Boykottaufrufe wie zuletzt gegen den Sportartikelhersteller Nike. ETAN veröffentlicht einen jährlichen Bericht zur Lage in Osttimor.
ETAN ist Mitglied in der International Federation for East Timor, einem internationalen Netzwerk zur Unterstützung von Osttimor.
Am 21. Mai 2012 erhielt ETAN durch den osttimoresischen Staatspräsident Taur Matan Ruak den Ordem de Timor-Leste, eine der höchsten Auszeichnungen Osttimors.